# DR (Rundfunkanstalt)

Altes Logo bis Februar 2013

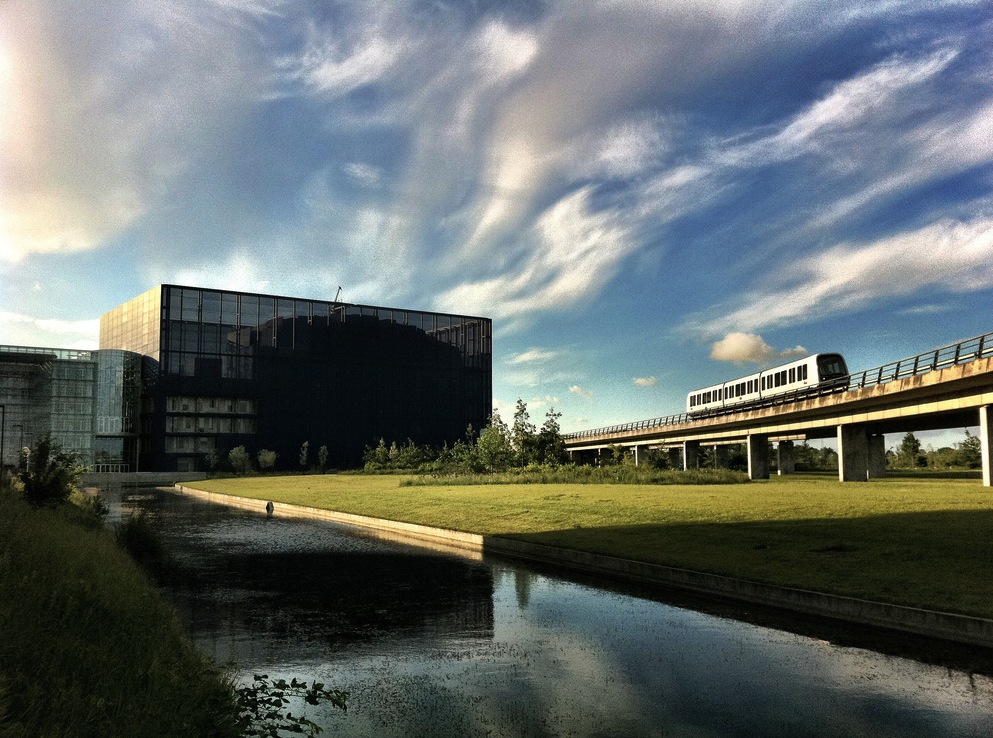
DR Byen ist seit 2006 Hauptsitz der Sendeanstalt.

DR ist eine öffentlich-rechtliche Rundfunkanstalt in Dänemark. Obgleich im Alltag weiterhin oft die Bezeichnung „Danmarks Radio“ verwendet wird, bezeichnet sich das Unternehmen selbst ausschließlich als „DR“ und ist auch nur so im Unternehmensregister eingetragen.
Gesendet wird hauptsächlich auf Dänisch. Einmal in der Woche wird eine Sendung auf Grönländisch und auf Färöisch ausgestrahlt.

## Geschichte
Der Rundfunk in Dänemark begann 1922 mit Ausstrahlungen des Dänischen Radio-Klubs über den Sender Lyngby; 1923 folgte der Sender Ryvang (in Kopenhagen, mit Relays in Odense und Hjørring), 1924 der Sender Kopenhagen. Zum 1. April 1925 erhielt Statsradiofonien das Monopol auf Rundfunksendungen in Dänemark. Neben den Sender Kopenhagen trat 1927 der Langwellensender Kalundborg. 1933 wies Dänemark mit 150 Rundfunkempfängern je 1000 Einwohner weltweit die höchste Empfangsgerätedichte auf, vor den USA, Großbritannien und Schweden. 1945 wurde ein neues Gebäude (Radiohuset) bezogen. 1951 starteten das Fernsehen und das zweite Hörfunkprogramm P2, 1960 regionale Hörfunkprogramme und 1963 P3.
1949 begannen experimentelle Fernsehsendungen, und am 2. Oktober 1951 wurde mit dem Start des ersten dänischen Fernsehkanals ein reguläres Programm eingeführt. Ab 1954 wurden tägliche Programme ausgestrahlt. Im März 1967 begann man mit Testübertragungen im Farbfernsehen, wobei die erste groß angelegte Farbübertragung anlässlich der Olympischen Winterspiele 1968 in Grenoble (Frankreich) stattfand. Danmarks Radio beendete seine „Testübertragungen“ im Farbfernsehen offiziell am 1. April 1970, obwohl die letzte Schwarzweiß-Fernsehsendung der Organisation (TV Avisen-The News) erst 1978 auf Farbe umgestellt wurde.
Am 13. März 2018 kündigte der dänische Finanzminister Kristian Jensen an, dass die Rundfunkgebühren in Dänemark abgeschafft werden. DR soll stattdessen über Steuergelder finanziert, das Budget wiederum um 20 % gesenkt werden. Im September 2018 wurden drastische Einschnitte beim Programmangebot und restriktive Programmrichtlinien für den Zeitraum 2019 bis 2023 bekanntgegeben, die auch den Umfang des Internetangebots betreffen werden. Der Rundfunk soll demnach in erster Linie das „dänische und christliche Kulturerbe“ vermitteln und „dazu beitragen, ein auf Gemeinschaft gegründetes Dänemark zu fördern“. Zum 2. Januar 2020 erfolgte schließlich aus Kostengründen die Abschaltung des Radiosenders DR P7 Mix sowie des Fernsehsenders DR K. Die Fernsehkanäle DR3 sowie DR Ultra sind seither nur noch online empfangbar.

## Organisationsstruktur
DR arbeitet auf der rechtlichen Grundlage des Rundfunkgesetzes, das unter anderem die Organisationsstruktur des Senders definiert. Die Geschäftsführung von DR untersteht einem elfköpfigen Vorstand, dessen Mitglieder jeweils für vier Jahre ernannt werden. Den Vorsitzenden und zwei weitere Vorstandsmitglieder bestimmt die dänische Kulturministerin, sechs Mitglieder das Parlament und zwei Mitglieder die DR-Belegschaft. Vorstandsvorsitzender ist seit 2008 Michael Christiansen.
Die Geschäftsführung des Senders besteht aus dem Intendanten und sieben weiteren Direktoren. Seit 2011 ist Maria Rørbye Rønn reguläre DR-Intendantin, nachdem sie das Amt bereits seit 2010 kommissarisch geführt hatte.
DR ist das größte dänische Medienunternehmen. Außer Hörfunk und Fernsehen gehören Online-Dienste, mobile Plattformen und Live-Veranstaltungen zum Aufgabenspektrum des Senders. DR unterhält drei verschiedene Orchester und fünf Chöre.
DR ist Mitglied der Europäischen Rundfunkunion sowie der Nordvision, einem Zusammenschluss öffentlich-rechtlicher Rundfunkanstalten in den nordischen Ländern.

## Hörfunk

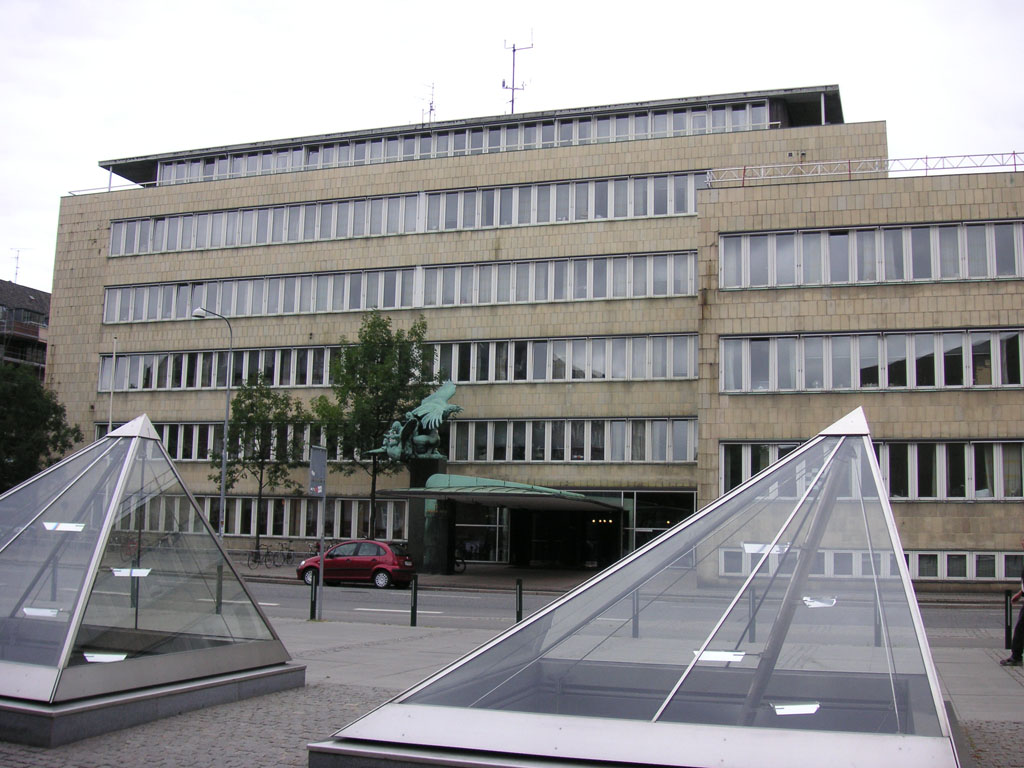
Das ehemalige Hauptgebäude in Kopenhagen (Radiohuset)

Mit vier werbefreien Hauptprogrammen erzielt DR einen Marktanteil von etwa 70 % und dominiert damit klar den Hörfunkmarkt. Alle Programme haben dabei einen hohen Wortanteil. In Norwegen und Schweden werden ebenfalls die Bezeichnungen P1, P2, P3 und P4 verwendet. Die Programme sind dort inhaltlich ähnlich ausgerichtet. P4 Norge ist allerdings ein Privatsender.

### Programme
Es werden vier in ganz Dänemark über UKW verbreitete Hörfunkprogramme P1/P2, P3, P4 und P5 ausgestrahlt, wobei sich die ursprünglich eigenständigen Sender P1 und P2 eine UKW-Senderkette teilen. Im vierten Programm werden täglich mehrstündige lokale Sendungen aus Regionalstudios gesendet. Weitere Hörfunkprogramme werden exklusiv im Digitalradio-Standard DAB sowie im Internet verbreitet.
- DR P1: Nachrichtensender, der eine kritische und inspirierende Perspektive auf die Welt bietet. P1 nutzt aktuelle Ereignisse als relevante Gelegenheiten, um Zuhörer in der Gemeinschaft, Kultur und Wissenschaft zu perspektivieren, herauszufordern und aufzuklären. Der Kanal liefert differenziertes Wissen und spannende Geschichten für eifrige Erwachsene. Reines Wortprogramm mit aktuellen Informationen, Diskussionen, Features und Themenmagazinen aller Art. Etwa vergleichbar mit BBC Radio 4, Deutschlandfunk oder France Culture. Marktanteil: etwa 6 %.[15]
- DR P2: Die wichtigste Community für alle, die sich in diesem Land für klassische Musik interessieren. Der Kern des Kanals ist klassische Musik, die in einem zeitgenössischen informellen Ton vermittelt wird und das Erlebnis durch Perspektive erweitert, also klassische Musik und Kulturjournalismus. Zu später Stunde laufen zudem Sendungen über Folk- und Weltmusik. Marktanteil: etwa 2 %.[15]
- DR P3: Kanal, auf dem jüngere Zuhörer Nachrichten, Nachrichten, Unterhaltung, Sport und die neueste dänische Musik empfangen, die von den besten Radiomoderatoren des Landes an die Zielgruppe gesendet wird. P3 garantiert Substanz, Humor und neue Musik Junge Popwelle mit sehr breitgefächerter, progressiver Musikauswahl. Das Spektrum reicht von dänischem und internationalem Hip-Hop über Alternative Rock und Britpop bis zu aktuellem Chartpop. Auch tagsüber sind die Titel vergleichsweise vielfältig. Darunter sind viele Songs, die in den deutschen „Hitradios“ erst Wochen später oder gar nicht ins Programm kommen. Bei der mutigen Auswahl entsteht zum Teil ein sehr unruhiger Höreindruck. P3 bietet zudem einen relativ hohen Wortanteil mit originellen, satirischen, absurden Beiträgen, respektlosem Humor und durchgehend sehr viel Ironie. Comedyartige Spots werden nicht nur für Rubriken, sondern auch zu tagesaktuellem Gesprächsstoff geliefert. Marktanteil: etwa 20 %.[15]
- DR P4: Kanal, der mit dem regionalen Ausgangspunkt dem Leben erwachsener Dänen nahe kommt und den Hörern die wichtigsten Geschichten, Nachrichten, Perspektiven, Unterhaltungsmöglichkeiten und eine große Auswahl an Musik bietet mit ausführlichen regionalen Inhalten. Dazu ist das Programm mehrere Stunden täglich auseinandergeschaltet. Es wird dann aus den Regionalstudios Musik von Classic Rock bis zu dänischen Schlagern gesendet. P4 erreicht einen dominierenden Marktanteil von etwa 40 %.[15]
- DR P5: Programm mit einem vielfältigen Musikspektrum, das sich an reife Dänen richtet. 60 Jahre Popmusik mit viel Zeit, guten Geschichten und angeregten Gesprächen.
- DR P6 BEAT: Vermittelt alternative rhythmische Musik aus Dänemark und dem Ausland und inspiriert die Hörer zu hochwertiger Musik. P6 BEAT bietet leidenschaftlich Musik am Rande des Mainstreams und ist die DR-Community von Dänen, die sich für alternative rhythmische Musik interessieren, die an vielen anderen Orten nicht gespielt wird.
- DR P8 JAZZ: präsentiert Musik für alle, die Jazz mögen. P8 JAZZ vermittelt Jazzmusik aus allen Epochen mit Inspiration und großartigen Erfahrungen aus allen Genres des Jazz. P8 JAZZ erweitert das Musikerlebnis und öffnet den Hörern das Jazz-Genre durch die inspirierende und leidenschaftliche Verbreitung von Wissen über die Musik.

Ehemalige Radioprogramme:

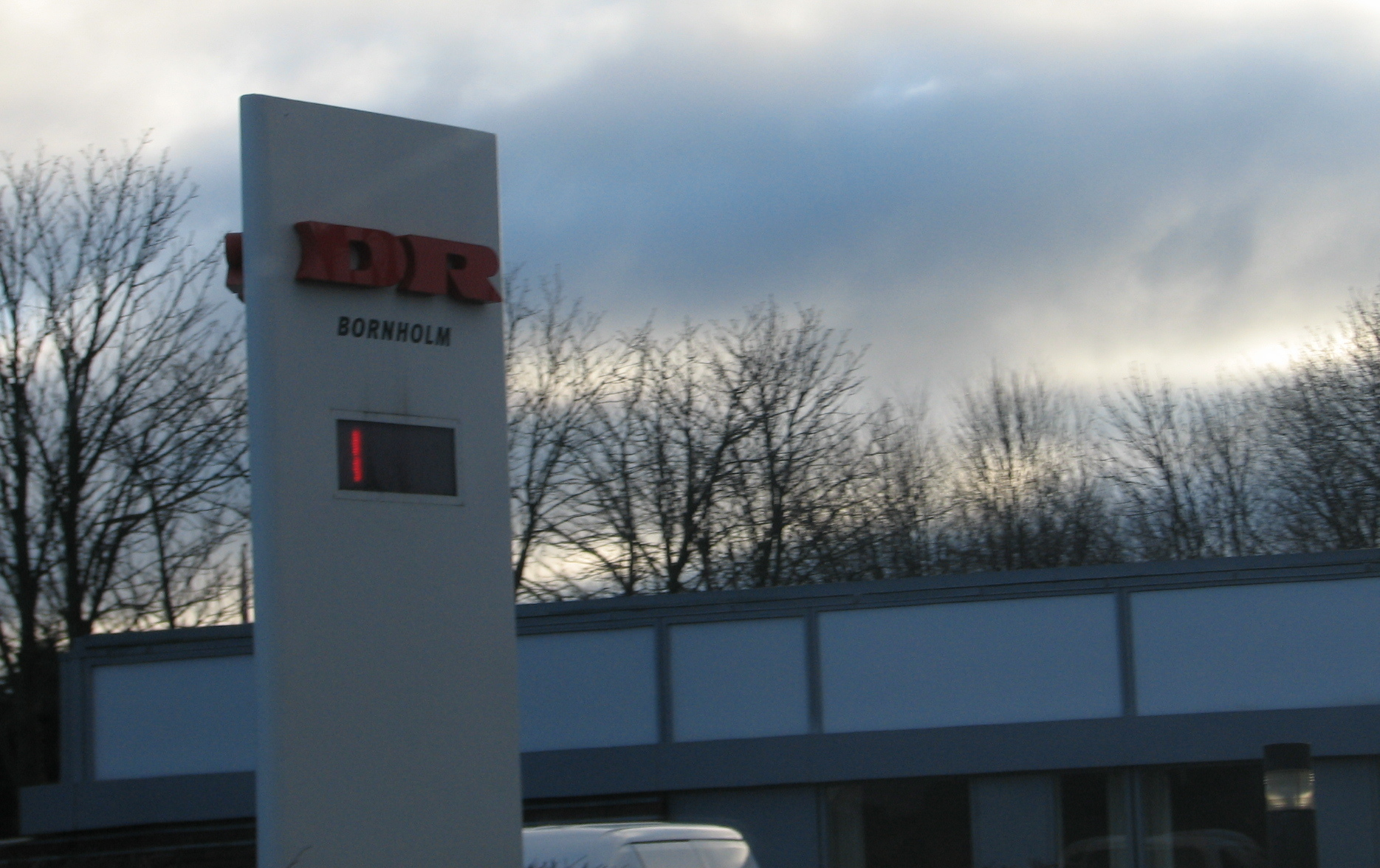
Danmarks Radio Regionalstudio Bornholm

- DR Mama: sendete von September 2011 bis September 2014 eigenen Angaben zufolge Hausfrauenpop und Soft Rock.
- DR Ramasjang: war ein Kinderradio für Drei- bis Sechsjährige bis September 2014.
- DR Ultra: war ein Kinder- und Jugendradio für Sieben- bis Zwölfjährige. Teilte sich ab 4. März 2013 die Radiofrequenzen mit DR Ramasjang und wurde schließlich im September 2014 in einen Fernsehsender umgewandelt.
- DR Nyheder: war bis zum 31. Januar 2012 ein Nachrichten- und Infoprogramm, das die Hauptnachrichtenausgaben in einer Schleife wiederholte.

- DR P7 MIX: vermittelte Pop, R'n'B und Soul aus Dänemark und dem Ausland der letzten vier Jahrzehnte. Ziel war es, das Musikerlebnis für Hörer durch inspirierende und leidenschaftliche Kommunikation und Kenntnis der beliebtesten rhythmischen Musik zu erweitern.
- DAB-Programme: Über den Digitalradiostandard DAB+ werden weitere Spezialprogramme nahezu dänemarkweit ausgestrahlt. Darunter sind auch Regionalkanäle. Diese Programme sind auch als Livestream im Internet zu hören. Außerdem war zeitweise ein Sender für Verkehrsinformationen geplant, der jedoch nie in Betrieb genommen wurde.

### Verbreitungswege
Neben UKW und DAB+ wird auch auf Langwelle gesendet. Über den auch in weiten Teilen Deutschlands empfangbaren Sender Kalundborg auf Seeland mit der Frequenz 243 kHz wird für wenige Stunden am Tag das Sonderprogramm DR Langbølge ausgestrahlt, das aus einzelnen Nachrichtenausgaben, einer Gymnastiksendung und vor allem Seewetterberichten besteht. Der Sender wird jedoch nur kurz vor den entsprechenden Programmblöcken eingeschaltet, zwischen den Programmelementen ist nur ein Pausenzeichen bzw. kein Signal zu hören. Dieser Verbreitungsweg wurde am 31. Dezember 2023 dauerhaft abgeschaltet. Zuvor betrieb DR auch lange einen Mittelwellensender vom selben Standort auf 1062 kHz, der jedoch aus Kostengründen aufgegeben wurde. Zuvor war auf Langwelle das Programm P1 und auf Mittelwelle ein Mix aus P3 und P4 zu empfangen. Ein Auslandsdienst auf Kurzwelle für Hörer im Ausland wurde von DR schon vor einigen Jahren eingestellt.
Alle Hörfunkprogramme, mit Ausnahme des Mischprogramms auf Langwelle, werden im Internet als Live-Stream und teilweise auch als Podcast verbreitet.

## Fernsehen

### Programme
DR betreibt derzeit drei reguläre Fernsehprogramme (Stand: Juni 2020): die Hauptprogramme DR 1 und DR 2 sowie den Spartenkanal DR Ramasjang. Hinzu kommen die nunmehr lediglich online verbreiteten Sender DR 3 und DR Ultra. Außerdem ist als Ersatz für den Sender DR K die Streaming-Plattform DR2+ im Entstehen.
- DR 1: Das erste dänische Fernsehprogramm DR1, ein Vollprogramm ähnlich dem des Ersten, zeigt neben Nachrichten, Spielfilmen und Dokumentationen auch politische Diskussionen sowie Fußballländerspiele der dänischen Nationalmannschaft. Seit 2012 werden Sendungen wie bei DR HD in hoher Auflösung ausgestrahlt.
- DR 2: Das zweite dänische öffentlich-rechtliche Fernsehprogramm DR2 zeigt dagegen Sendungen mit eher kulturellem Charakter, Debatten und Übertragungen von Sitzungen des Folketing.[19]
- DR Ramasjang: Kinderkanal für drei- bis sechsjährige Zuschauer als Zielgruppe.[20]
- DR 3 ersetzt seit dem 28. Januar 2013[21] DR HD, der ab 2009 ausgewählte Sendungen in hoher Auflösung brachte.
- DR Ultra: Kindersender, der sich an Sieben- bis Zwölfjährige richtet. Er ist vergleichbar mit Nickelodeon/Nick.Jr von Viacom und startete am 4. März 2013.[20]

Ehemalige Fernsehprogramme:
- DR K: Der Kultur- und Geschichtskanal DR K konzentrierte sich auf ein Angebot mit Kunst, Kultur, Geschichte, Musik, Design, Architektur, Mode, dänischen Dramaserien und Fiktion.[22]

### Verbreitungswege
Die 3 regulären Programme werden in Dänemark mit DVB-T in MPEG-4 ausgestrahlt.
DR 1 und DR 2 im Raum Nord-Atlantik: auf den Färöer, Island (Reykjavík, Akureyri), Grönland (alle Orte −4 Stunden zeitversetzt)

#### DVB-T
Bereits seit April 2006 waren die Programme DR 1, DR 2 und TV2 flächendeckend in Dänemark über DVB-T (vermarktet unter dem Namen DTT) zu empfangen. Seit dem 1. November 2009 strahlt DR mit dem vollständigen Übergang zur DVB-T-Ausstrahlung in Dänemark alle oben genannten Fernsehprogramme aus. Alle DR-Programme sind werbefrei. In Deutschland ist der DVB-T Empfang innerhalb Schleswig-Holsteins eingeschränkt möglich (mit Zimmerantenne nur nördlich des Nord-Ostsee-Kanals zu empfangen; südlich des Nord-Ostsee-Kanals nur mit Dachantenne und erhöhtem Aufwand).

#### Kabel
- Dänemark: In ganz Dänemark werden DR 1, DR 2, TV2 sowie mehrere kommerzielle und ausländische Programme im Kabel verbreitet.
- Deutschland: Kabelnetz Flensburg (Flensburg, Schleswig, Niebüll, Bredstedt, Kappeln, Süderbrarup, Tarp, Satrup, Glücksburg)
- Deutschland: Kabelnetz Kiel (Kiel, Eckernförde, Rendsburg, Neumünster, Bornhöved, Preetz, Mönkeberg, Altenholz, Bordesholm, Nortorf)
- Deutschland: Kabelnetz Westküste (Heide, Husum, Friedrichstadt, Büsum und Brunsbüttel)
- Deutschland: Kabelnetz Rostock (Hörfunk DR P1 & DR P3)
- Deutschland: dezentrale Netze (Sylt, Wyk, Leck, Laboe, Kropp, Hohenwestedt, Wacken, Schenefeld, Lunden, Meldorf, Wesselburen)
- Norwegen: in den meisten Städten
- Schweden: überall im Süden und Westen und in mehreren Großstädten

#### Satellit
Über Satellit sind DR 1, DR 2 und zahlreiche skandinavische Programme aus Lizenzgründen verschlüsselt. Benutzt werden die Positionen 5° Ost und 1° West. Karten werden nur an dänische Gebührenzahler abgegeben. Die Radioprogramme P1, P2, P3, P4 (Kopenhagen) und P5 wurden lange Zeit unverschlüsselt über Satellit für Europa abgestrahlt. Derzeit (Februar 2021) sind über die Positionen 5° Ost und 1° West die Programme P1, P2 und P3 zu empfangen.

#### Internet
Das Fernsehen stellt ausgewählte Beiträge ins Netz, insbesondere die Nachrichtensendungen TV Avisen (DR 1) und Deadline (DR 2). Inhaber einer dänischen IP-Adresse (i. d. R.) und so auch intendiert Internetnutzer, die sich physisch in Dänemark befinden) können die Fernsehprogramme auch als Livestream verfolgen. Ab 2008 sollen große Teile des Fernseharchivs on-demand verfügbar werden.

## Örtlichkeiten

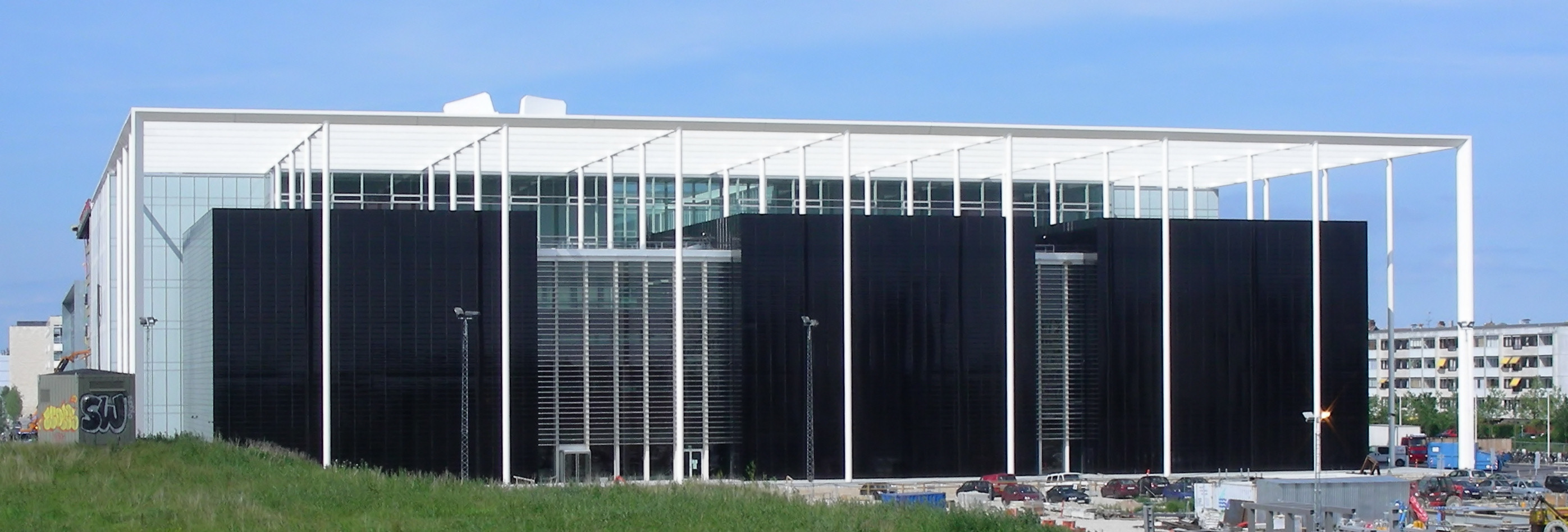
DR Byen im Juni 2006, Blick von der gleichnamigen Metro-Station

### Zentrale Gebäude
Der Dänische Rundfunk hat seit 2006/2007 seinen Hauptsitz in dem Gebäudekomplex DR Byen, der in Ørestad liegt, einem Stadtteil Kopenhagens auf der Insel Amager. Der Neubau des Sendezentrums war kontrovers diskutiert worden. Durch unerwartet hohe Baukosten musste Danmarks Radio 2007 zahlreiche Programmetats kürzen und Mitarbeiter entlassen.
Die alten Immobilien wurden für 750 Millionen Dänische Kronen an die Developer Sjælsøgruppe verkauft. Bereits 2001 wurde das Hörfunkgebäude Radiohuset an das Königlich Dänische Musikkonservatorium verkauft.
Das Konzerthaus Kopenhagen (DR Koncerthuset) nach Plänen des französischen Architekten Jean Nouvel wurde im Januar 2009 eröffnet.

### Regionalstudios
| DR Regionen – Regionalstudios des Dänischen Rundfunks | - Aarhus für Østjylland und die Region um Aarhus - Aalborg für Nordjylland - Odense für die Insel Fyn, Ærø, Langeland und Taasinge - Aabenraa für das südliche Jütland inklusive Südschleswig - Holstebro für die Region Midt/Vest (Mittlerer Westen, Fjordregion) - Vejle als DR Trekanten – die Region um das Städtedreieck Trekantområdet - Esbjerg für die Region Süd-West-Jütland - Bornholm - Kopenhagen für die Hauptstadtregion - Holbæk für Nord-West-Sjælland - Næstved für die Region Sjælland ohne Kopenhagen sowie Møn, Falster und Lolland |

## Versorgung der Dänischen Minderheit
Die dänische Minderheit in Deutschland empfängt die dänischen Programme vor allem terrestrisch und im Kabel. Sie sind nahezu in ganz Südschleswig über die dänischen Sender Rangstrup und Rødekro zu empfangen. Auch vom Sender Flensburg in Flensburg-Engelsby werden alle vier Radioprogramme auf UKW und DAB+ sowie DR1 und TV2 gesendet. Dies geschieht jedoch mit Richtwirkung nach Norden und dient in erster Linie der Versorgung abgeschatteter Lagen auf der dänischen Seite der Flensburger Förde.

## Konkurrenz
Die mit Abstand größte Konkurrenz für DR besteht aus dem Fernsehsender TV 2, der seine Fernsehprogramme in ganz Dänemark ausstrahlt. Obwohl er vom dänischen Staat gegründet und grundfinanziert wurde, erzielt er seine Einnahmen auf privatrechtlicher Grundlage. Lediglich die kurzen Regionalsendungen werden aus Rundfunk-/Fernsehlizenzmitteln finanziert. Ab dem 11. Januar 2012 wurde das Programm von TV2 in einen Pay-TV-Sender umgewandelt und kann nur noch gegen eine zusätzliche Gebühr empfangen werden.